# پوداس‌یروی
پوداس‌یَروی (به فنلاندی: Pudasjärvi) یک شهرک در فنلاند است که در اوستروبوتنیای شمالی واقع شده‌است. این شهرک در سال ۲۰۱۷ میلادی ۸٬۱۲۴ نفر جمعیت داشته‌است.